# Воронцовка (Казахстан)
Воронцо́вка (каз. Воронцовка) — село у складі Теренкольського району Павлодарської області Казахстану. Входить до складу Федоровського сільського округу.
Населення — 49 осіб (2021; 75 у 2009, 170 у 1999, 233 у 1989).
Національний склад станом на 1989 рік:
- німці — 54 %.